# Stockholms musikkår Tre Kronor

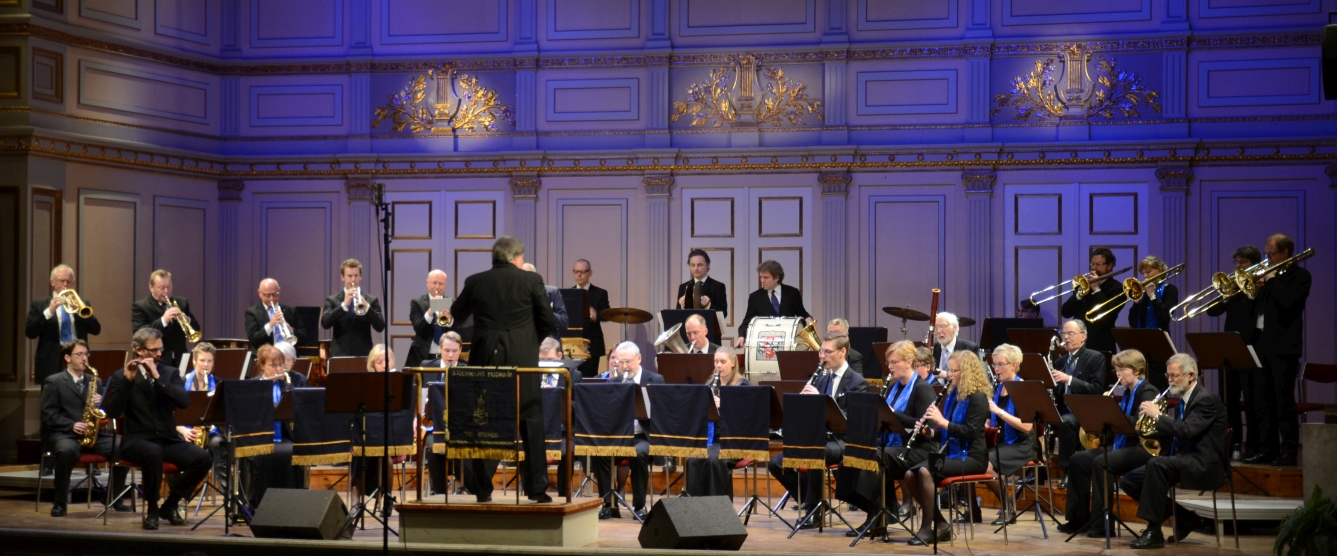
Konsert på Nybrokajen 11

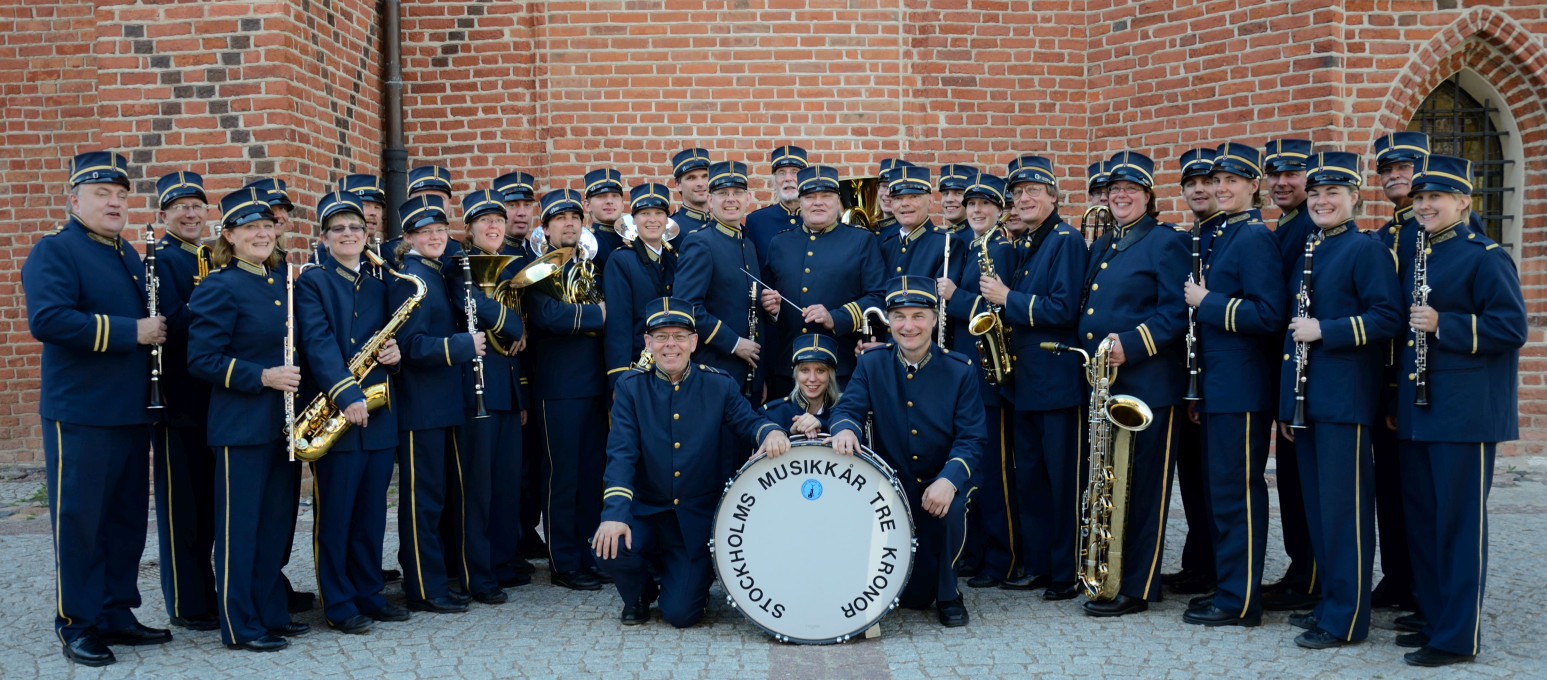
Musikkåren i uniform

Stockholms Musikkår Tre kronor är en symfonisk blåsorkester som grundades 1984 av bröderna Nils-Gunnar och Lars-Owe Burlin och Lars-Werner Boman, som var esskornettist och flaggtrumslagare vid Flottans Musikkår i Stockholm.  Dirigent och musikalisk ledare sedan starten är Nils-Gunnar Burlin.
Musikkåren verkar för att bevara den svenska blåsmusiktraditionen, bland annat genom att använda de numera relativt ovanliga svenska instrumenten esskornett, B-kornett och ventilbasun. Repertoaren är omfattande: stora originalverk för blåsorkester, musik i folkton, klassisk musik, populärmusik, opera-, musikal- och operettmusik och traditionell marschmusik.
Genom åren har orkestern samarbetat med många kända artister, bland annat Robert Wells, Meja, Tua Åberg, Mattias Enn, Fredrik Kempe och Michael Weinius, och grupper som Vocalettes, Jump4joy och Rollin Phones.
Orkestern, som har ett 40-tal medlemmar, består av fritidsmusiker, och verksamheten drivs av medlemmarna själva. Den arrangerar egna konserter, kan uppträda i marschformation och spelar vid olika arrangörers evenemang utomhus eller inomhus, civilt eller i egen uniform. Orkestern framträder även i form av mindre ensembler, t.ex. som oktett, saxofonkvartett, klarinettensemble eller i andra kombinationer.
Musikkåren är medlem i Sveriges orkesterförbund.
Musikkåren har gett ut fyra CD-skivor.